# 虛榮之火
虛榮之火（義大利語：falò delle vanità）事件發生於1497年2月7日（忏悔星期二）的佛羅倫薩，多明我會修士吉羅拉莫·薩佛納羅拉的支持者收集并當眾焚毀了大量的藝術品、書籍和化妝品。他們認為化妝品、特定的書籍和藝術品都是愛慕虛榮的象征，會誘人犯罪。

## 經過
“虛榮之火”並非薩佛納羅拉獨創，在15世紀前期，聖伯爾納定在佈道時就會點燃虛榮之火。
吉羅拉莫·薩佛納羅拉在1490年來到佛羅倫薩，他對處於意大利文藝復興中的佛羅倫薩感到極度不滿，認為這裡的人們過於奢侈，他發表的反奢侈言論受到了大眾和一些當權者的歡迎。
薩佛納羅拉自1495年2月開始于狂歡節上舉辦“虛榮之火”。他會搜集一些他認為虛榮、淫邪的東西，并當眾焚毀，這包括一些鏡子、手稿、繪畫、掛毯、樂器、占卜和魔法書。奧維德、普罗佩提乌斯、但丁和薄伽丘的作品都在其中。因為影響巨大，一些當代藝術家如波提切利（此說存疑）、洛伦佐·迪·克雷蒂也曾捐出自己的作品。
他的行為引起了教會高層的注意，教宗亞歷山大六世對他表示不滿，最終在1497年5月13日將其作為異端逐出教會，1498年5月23日在領主廣場（原來他舉辦虛榮之火的地方）以火刑處決。

## 延伸阅读
- Martines, L. . Oxford University Press. 2006.